# Nuestra Señora de Salambáo
Nuestra Señora de Salambáo (nombre oficial: Nuestra Señora Inmaculada Concepción de Salambáo) es una advocación mariana venerada en Obando, Bulacán (Filipinas). Bajo este título, la Virgen María es considerada patrona de los pescadores debido al descubrimiento de una estatua en el interior de un salambáw, un tipo de red de pesca sostenida por un travesaño de bambú montado en una balsa del mismo material.
La imagen, coronada episcopalmente el 12 de diciembre de 2004, es objeto de devoción junto con Santa Clara de Asís y San Pascual Baylón en la iglesia homónima, una de las más antiguas de Filipinas, formando los tres santos una tríada en torno a la cual giran los ritos de fertilidad de Obando, celebrados anualmente del 17 al 19 de mayo.

## Leyenda
En 1855, el fraile franciscano Felix de Huerta registró una leyenda la cual afirma que la imagen fue hallada el 19 de junio de 1763 por tres pescadores (Juan, Julián y Diego de la Cruz), quienes se encontraban faenando en un lugar conocido como Hulingduong, en la entonces ciudad de Tambobong (actual Malabón), donde atraparon una estatua de la Virgen con su salambáw. Cuando los pescadores trataron de trasladar la imagen a la cercana Iglesia de San José, en Navotas, la red se volvió repentinamente pesada, hasta el punto de resultar inmóvil, por lo que tomaron la decisión de encaminarse a Obando, volviéndose de pronto la red más ligera y fácil de transportar hasta la costa (los tres hombres interpretaron este hecho como una señal de que la Virgen deseaba ser venerada en Obando). Tras permanecer dos días en la casa de Diego, el padre Jose Martinez de la Hinojosa instaló la imagen en la Iglesia de San Pascual Baylón.
La talla, ornamentada con una réplica del salambáw original, se custodia actualmente en un retablo de madera sobre el altar mayor de la Iglesia de San Pascual Baylón, junto a las imágenes de Santa Clara de Asís y San Pascual Baylón (las tres constituyen réplicas debido a que las originales fueron quemadas al igual que la iglesia durante la liberación japonesa en 1945, siendo el templo reconstruido en 1947). Sumado a lo anterior, una réplica de la Virgen, adornada con su propio salambáw, es empleada para la procesión anual el tercer día de la celebración de los ritos de fertilidad de Obando.

## Festividad
La fiesta de Nuestra Señora de Salambáo se celebra el 19 de mayo, último día del triduum en honor a los tres santos. Durante este festejo se llevan a cabo los ritos tradicionales, consistentes en misas y procesiones donde los devotos bailan el fandango a modo de súplica para pedir la llegada de un niño así como éxito en la pesca y las cosechas durante todo el año, con el epicentro de la celebración en la iglesia parroquial de San Pascual Baylón, también conocida como Santuario Diocesano de Nuestra Señora de la Inmaculada Concepción de Salambáo.

## Galería de imágenes

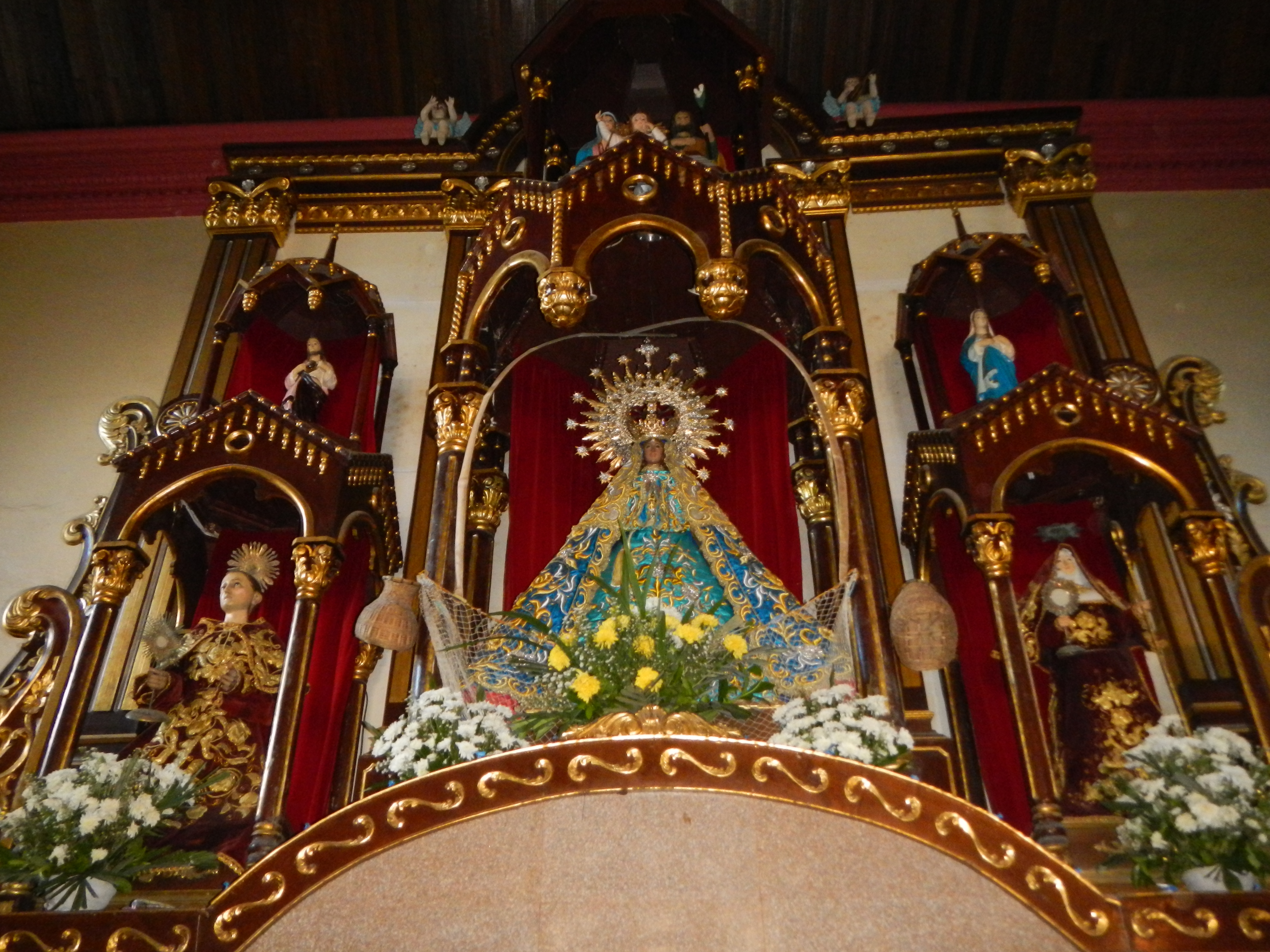
Retablo mayor de la Iglesia de San Pascual Baylón. De izquierda a derecha: San Pascual Baylón, Nuestra Señora de Salambáo y Santa Clara de Asís.
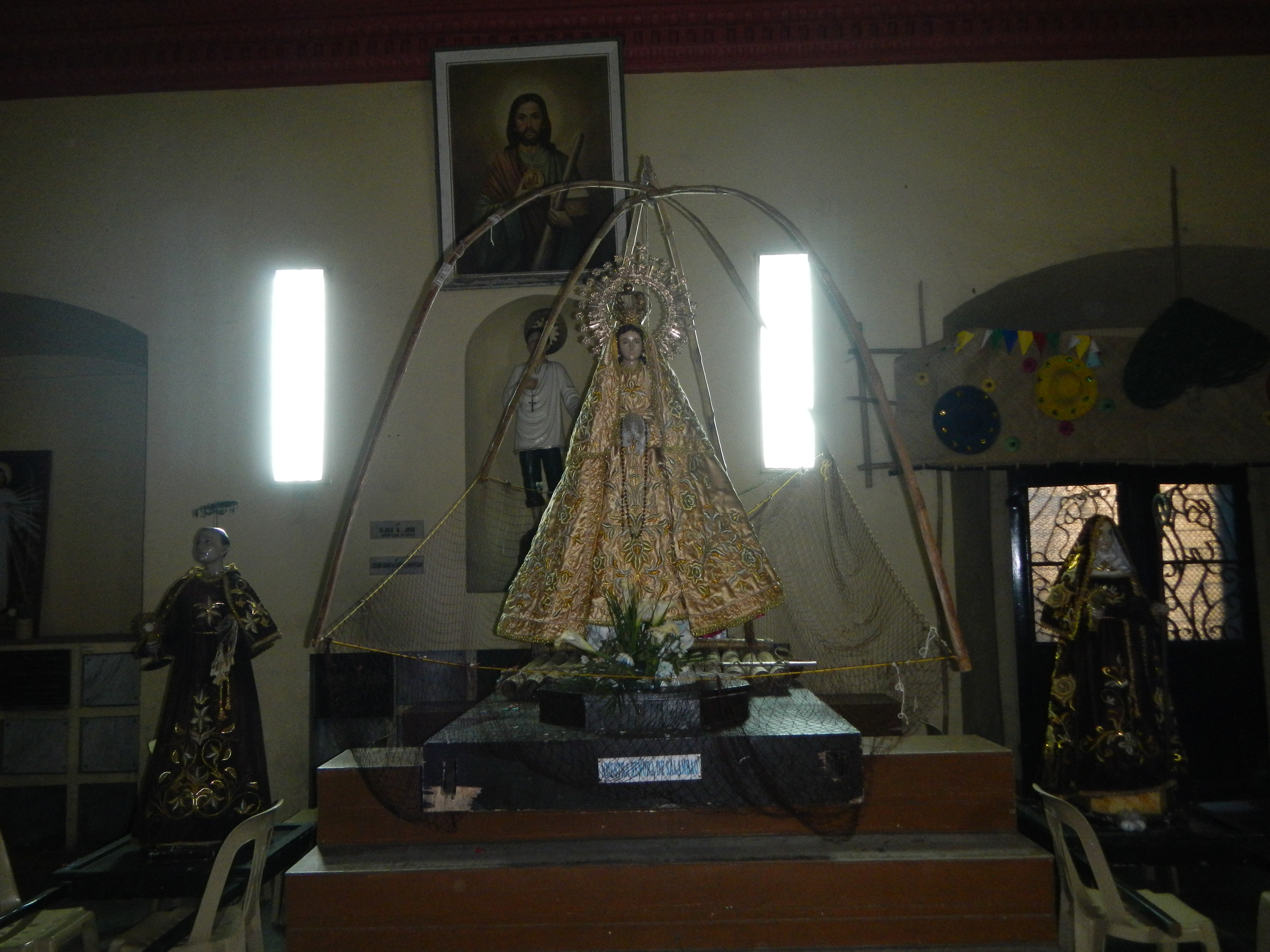
Imagen procesional de Nuestra Señora de Salambáo.